# Liana Timm

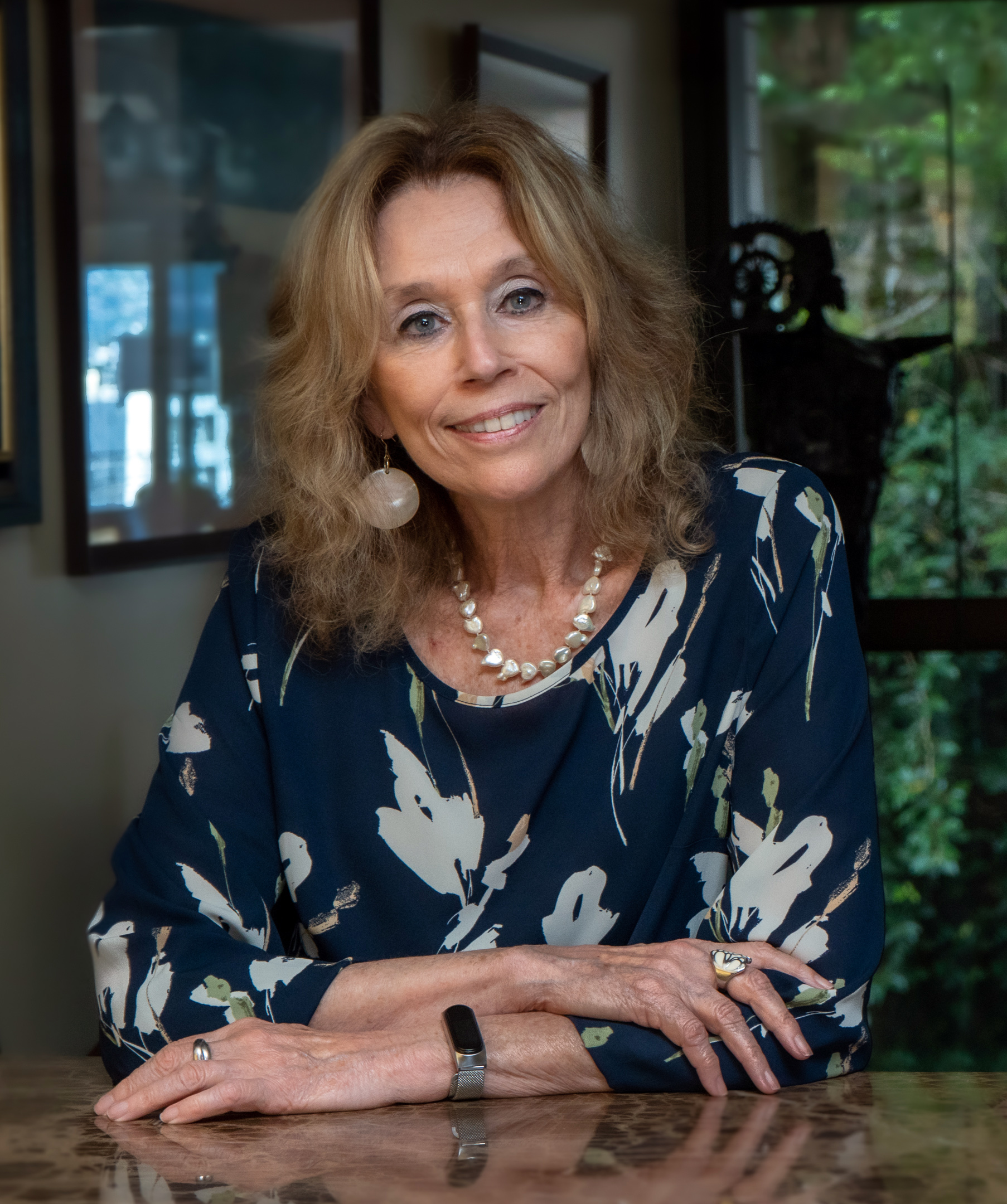
Liana, Novembro de 2021.

Liana Mahfuz Timm (Serafina Corrêa, 5 de novembro de 1947) é uma artista multimídia, arquiteta, escritora, interprete e designer gaúcha. Vive em Porto Alegre desde 1950. Em 2002, recebeu a Medalha Cidade de Porto Alegre, e, em 2008, foi agraciada com o título de cidadã honorária da cidade. Atualmente, transita pelas artes visuais, literatura, música, com mais de mil trabalhos nas diversas áreas. Entre 1982 e 1983, foi presidente da Associação Rio-Grandense de Artes Plásticas Francisco Lisboa. Faz parte da diretoria 2021-2022 da Associação Gaúcha de Escritores. Liana é também diretora do Território das Artes Editora e Produtora Cultura, especializada em artes visuais, literatura e ciências humanas.  

## Biografia
Liana Timm é formada pela Faculdade de Arquitetura e Urbanismo da Universidade Federal do Rio Grande do Sul (UFRGS). Também é especialista em Arquitetura Habitacional pelo Programa de Pós-Graduação em Arquitetura (PROPAR), da UFRGS. Além disso, é mestre em Educação pelo Programa de Pós-Graduação da Faculdade de Educação (PPGEdu), também da UFRGS. Com essas qualificações, Liana atuou como docente em diversas instituições entre os anos 1976 e 2006.
Ela foi professora da Faculdade de Arquitetura e Urbanismo na UFRGS, de 1976 a 1996, de especialização em Expressão Gráfica de 1987 a 1991. Também foi professora assistente do curso de Arquitetura e Urbanismo na Unisinos, de 1972 a 1978, e cofundadora e professora titular de Arquitetura e Urbanismo da Universidade Luterana do Brasil (Ulbra), de 1974 a 1978. Foi professora convidada do curso de Pós-Graduação em Design Gráfico da Unisinos, na disciplina Laboratório de Linguagem Gráfica, de 1998 a 2006, e do curso de Pós-Graduação em Expressão Gráfica da Faculdade de Arquitetura e Urbanismo da PUCRS, na disciplina Expressão e Representação, de 2004 a 2006.
Liana publicou 61 livros, 18 de poesia, e fez mais de 70 exposições individuais, além de mais de 100 coletivas, recebendo 17 prêmios. Em 2008, recebeu o título de Cidadã Honorária de Porto Alegre, da Câmara Municipal. Liana é também diretora do Território das Artes Editora, especializada em artes visuais, literatura e ciências humanas.
A artista também desenvolveu diversas atividades nos meios de comunicação de Porto Alegre. Entre os anos de 1982 e 1988, foi comentarista para assuntos de cultura da Rádio do Centro de Difusão da UFRGS. Depois, de 1991 a 1993, atuou como produtora e apresentadora do programa Itapema Arte, da rádio Itapema FM. Em seguida, de 1993 a 1994, foi editora de Artes Visuais nas rádios do Grupo Bandeirantes de Comunicação, na capital gaúcha. No mesmo período, também atuou como produtora e apresentadora dos programas semanais Radioarte, da Rádio Bandeirantes, e ArtNews, da Bandeirantes FM, ambos em Porto Alegre. Em 1996, atuou como entrevistadora do projeto Persona Grata, da coordenação de Cinema, Vídeo e Fotografia da Secretaria Municipal da Cultura de Porto Alegre, veiculado pela TVE RS. Em 2019, Liana ainda produziu e apresentou o podcast Arte em Sintonia, da rádio Salve Sintonia.
Em 2010, participou da criação do Projeto Freud e os Escritores, com performances cênicas de textos de dramaturgia assinados por ela, Dione Detanico e Lenira Fleck. O projeto era constituído por diálogos entre o pai da psicanálise, sua filha Anna e seus escritores preferidos no campo da literatura e da filosofia. Participam das discussões autores identificados com o pensamento de Freud, demonstrando a atemporalidade de suas teorias a respeito do inconsciente e da condição humana. Entre a ficção e a realidade, as autoras criaram roteiros que contemplam a história de vida das personagens trazendo à cena conteúdos complexos apresentados com uma linguagem coloquial e ao alcance de todos. Freud e os Escritores seguiu até 2019, com encenações em diversos espaços da cidade de Porto Alegre e São Paulo. E, a partir de 2011, as performances foram apresentadas bimensalmente no palco do Theatro São Pedro de Porto Alegre/RS, com plateia lotada. O cenário virtual era de Liana Timm. A interpretação realizada por Dione Detanico, Janaina Pelizzon, Lenira Fleck e Liana Timm. E a direção, de Graça Nunes e Carlota Albuquerque.
Em sua trajetória artística, Liana publicou diversos livros individuais e em coautoria, e conquistou reconhecimento por publicações como Água Passante (Prêmio AGES 2010 - Livro do Ano, categoria poesia), e Os Potes da Sede (Prêmio AGES 2012 - livro do ano, categoria poesia).
Em 2021, ela passou a integrar o coletivo Mulherio das Letras Portugal. No mesmo ano, organizou, junto de Catia Simon, o livro Arca da Desconstrução. Este é mais um projeto da coletânea ARCA, iniciada em 2008 e que está em seu 8º volume, reunindo textos de diversos escritores da literatura gaúcha.
No mesmo ano, publicou a coletânea A Dimensão da Palavra, pela Território das Artes, em comemoração aos seus 35 anos de poesia. A obra reuniu todos os seus 18 livros do gênero, em uma edição especial. No lançamento, a artista transformou a Rua Giordano Bruno, em Porto Alegre, em rua da música e da poesia, com show e sarau literário.
Ainda em 2021, Liana promoveu a exposição Cidade do Meu Olhar, com obras de arte sobre a cidade de Porto Alegre. As peças foram exibidas nas estações de trem e nos vagões do Trensurb, em uma ação que aproximou a arte do público em geral.
Em parceria com a amiga e artista Clara Pechansky protagonizou diversas exposições ao longo de sua trajetória artística, com destaque para a mostra Duas Mulheres de Fino Traço, que ocupou, em 2021, o Centro Municipal de Cultura de Gramado, e a a galeria da Cesma (Cooperativa dos Estudantes de Santa Maria), ambas no interior do Rio Grande do Sul. Ao todo, a exposição ficou em cartaz até 8 de janeiro de 2022.

## Publicações

### Obras publicadas individualmente
Poesias e humanidades
- 1986: Amenas Inferências
- 1989: Estados Empíricos
- 1992: Misturas Principais
- 1992: Arte que te quero Arte
- 1997: Trilogia do Indizível
- 2009: Água Passante
- 2010: Armazém de memórias
- 2010: Coisa de artista
- 2011: Os Potes da Sede
- 2011: Coisa de Artista
- 2012: Outro(s) de mim
- 2013: À beira do ar
- 2014: Extravios incandescentes
- 2015: Todos feiticeiros
- 2016: Incessante
- 2017: Essencial
- 2017: La invención del cuerpo
- 2018: Paisagens do Interior
- 2020: O íntimo das horas
- 2021: As dimensões da palavra: 35 anos de poesia

### Obras publicadas em coautoria
Seleção
- 1977: Qorpo Insano
- 1986: Quintana dos 8 aos 80
- 1987: Crônica de um Rio
- 1988: Faróis da Solidão
- 1989: Trajetória de uma sapatilha
- 1990: Amor Febril
- 1992: Culturas em movimento
- 1996: Continente SUL/SUR
- 1995: História, histórias de Porto Alegre
- 1997: Poesia e Cidade
- 1998: Cyro Martins 90 anos
- 1999: As árvores e seus cantores
- 2001: Antologia do Sul
- 2001: Variações sobre o enigma (com Clara Pechansky)
- 2002: Barba Negra: Histórias se contam daqui
- 2002: Arquitetura/UFRGS: 50 anos de história
- 2003: Caligrafias e devires
- 2007: Olhar estrangeiro: NY
- 2008: Arca de Impurezas (Antologia)
- 2010: Tapetes: trama e sentidos
- 2010: Arca profana (Antologia)
- 2011: Fronteiras da Integração
- 2012: Arca insólita (Antologia)
- 2012: As dimensões da casa (Antologia)
- 2012: Eu sou você (Ensaios)
- 2014: Arca de sentidos (Antologia)
- 2016: Arca efêmera (Antologia)
- 2017: Arca (mal)dita (Antologia
- 2018: Arca de viagens (Antologia)
- 2019: Olhar estrangeiro: França (Antologia)
- 2020: PSICOgrafadas (Antologia)
- 2021: Arca da desconstrução (Antologia)

## Dramaturgia - Projeto Freud e os Escritores
Autores: Dione Detanico, Lenira Fleck e Liana Timm
- 2010: Freud & Goethe
- 2010: Freud & Lou Andreas-Salomé
- 2010: Freud & Thomas Mann
- 2011: Freud & Schnitzler
- 2011: Freud & E.T.A. Hoffmann

Autores: Lenira Fleck e Liana Timm
- 2012: Freud & Nietzsche
- 2013: Freud & Stefan Zweig
- 2014: Freud & Virginia Woolf
- 2015: Freud & Anna Freud
- 2017: Freud & Hilda Doolittle

## Artes visuais

### Exposições individuais (seleção)
- 1969: ESBOÇO – espaço de arte e arquitetura | Porto Alegre | RS
- 1980: Museu de Arte do Rio Grande do Sul | série Amarras | Porto Alegre | RS
- 1981: Galeria Macunaíma | FUNARTE | série Armazém Modelo | Rio de Janeiro | RJ
- 1982: Sala Miguel Bakun | obras de 80 a 82 | SEC | Curitiba | PR
- 1984: Fundação Cultural do Distrito Federal | série Amenas Inferências | Brasília | DF
- 1987: Museu de Arte do Rio Grande do Sul | série Crônica de um Rio | Porto Alegre | RS
- 1990: Pinacoteca do Estado de São Paulo | série Caligrafias do Corpo | São Paulo | SP
- 1990: Sala Miguel Bakun/SEC | Recortes do Imaginário de Liana Timm: obras de 86 a 90 | Curitiba | PR
- 1990: Exposição itinerante Arte que te quero arte
  - Museu de Arte de Santa Catarina | Florianópolis | SC
  - Museu da Gravura Cidade de Curitiba | Curitiba | PR
  - Museu de Arte do Rio Grande do Sul | Porto Alegre | RS
  - Museu de Arte de Joinville | Joinville | SC
  - Museu de Arte Dr. José Pinto B. de Medeiros | Alegrete | RS
- 1993: Museu Universitário da UFRGS | série Fragmentos de um discurso Ardoroso | Porto Alegre | RS
- 1995: Museu de Arte do Rio Grande do Sul | série Prazeres do Olhar | Porto Alegre | RS
- 1996: Museu de Arte do Rio Grande do Sul | Projeto Presença | Porto Alegre | RS
- 1998: Galeria Iberê Camargo | Usina do Gasômetro | Hightlights do Imaginário de Liana Timm | Porto Alegre | RS
- 1998: Museu de Arte do Rio Grande do Sul | Cyro: o transfigurador do óbvio (90 anos) | Porto Alegre | RS
- 1999: Espaço Cultural dos Correios e Telégrafos | série Caligrafias do Tempo 2000 | Rio de Janeiro | RJ
- 1999: Memorial da América Latina | Cyro: o transfigurador do óbvio (90 anos) | São Paulo | SP
- 2002: Museu de Arte Plásticas Ruth Schneider | pinturas digitais | Passo Fundo |RS
- 2002: Museu de Porto Alegre | série Cidade do meu olhar | Porto Alegre | RS
- 2003: Casa Cor RS 2003 |  instalação urbana Eu quero este Porto Alegre | Porto Alegre | RS
- 2004: Museu Paranaense | série Curitiba: o mundo cabe aqui | Curitiba | PR
- 2004: Casa Cor RS 2004 | instalação As Dimensões da Casa | Porto Alegre | RS
- 2006: Museu de Arte do Rio Grande do Sul | série (Re)velações do olhar | Porto Alegre | RS
- 2007: Centro Cultural CEEE Érico Veríssimo | série Cidade do meu olhar | Porto Alegre | RS
- 2008: Casa de Cultura Mário Quintana | Cyro: o conciliador de extremos (100 anos) | Porto Alegre | RS
- 2008: Museu  Brasileiro da Escultura | série (Re)velações do olhar | São Paulo | SP
- 2009: Espaço Cultural Citi | série O dia em que o sonho visitou o sol | São Paulo | SP
- 2011: Theatro São Pedro/Sala de Exposição | série Freud e os escritores | Porto Alegre | RS
- 2012: Galeria Espaço IAB/Instituto Arquitetos do Brasil | DEP | série Outro(s) de mim | Porto Alegre | RS
- 2013: Casa de Artes Villa Mimosa | instalação Entre enter/between/work in progress | Canoas | RS
- 2014: Centro Cultural CEEE Erico Verissimo | instalação Atelier Incessante: Liana Timm | Porto Alegre | RS
- 2016: Museu de Arte do Rio Grande do Sul | instalação Doce holandês: Liana Timm | Porto Alegre | RS
- 2021: Cidade do Meu olhar | exposição virtual nas estações do TRENSURB | Porto Alegre | RS

### Exposições coletivas (seleção)
- 1969: ESBOÇO – espaço de arte e arquitetura | Porto Alegre | RS
- 1973: I Salão de Artes Visuais | Universidade Federal do Rio Grande do Sul | Porto Alegre | RS
- 1979: III Salão de Arte de Pelotas | Pelotas | RS
- 1980: III Salão Nacional de Artes Plásticas da FUNARTE | Rio de Janeiro | RJ
- 1980: IV Salão de Artes de Pelotas | Pelotas | RS
- 1981: Salão de Arte de Santa Maria | Santa Maria | RS
- 1981: Salão Nacional de Artes Plásticas da Aeronáutica | Rio de Janeiro | RJ
- 1981: Salão de Artes Visuais de Rio Claro | Rio Claro | SP
- 1981: 38º Salão Paranaense de Curitiba | Curitiba | PR
- 1981: V Salão de Arte de Pelotas | Pelotas | RS
- 1981: XIII Salão de Artes Visuais de Piracicaba | Piracicaba | SP
- 1981: Mostra Coletiva Representativa da Arte do Rio Grande do Sul | Curitiba | PR
- 1982: ARTEDER´92 Muestra Internacional de Arte Gráfica | Bilbao | Espanha
- 1982: IV Mostra do Desenho Brasileiro | artista convidada | Curitiba | PR
- 1982: Arte Gaúcha Hoje | Museu de Arte do Rio Grande do Sul | Porto Alegre | RS
- 1982: Grupo 4x4 | Universidade Federal de Santa Maria | São Maria | RS
- 1982: I Festival Nacional das Mulheres nas Artes | São Paulo | SP
- 1982: Grupo 4x4 | Centro de Convenções da Bahia | Salvador | BA
- 1985: mostra itinerante Gravura do Rio Grande do Sul 
  - Museu de Arte Contemporânea São Paulo | SP
  - Museu de Arte do Rio Grande do Sul | Porto Alegre | RS
  - Solar Grand Jean de Montigny | Rio de Janeiro | RJ
- 1989: Arte Livro Gaúcho | Museu de Arte do Rio Grande do Sul | Porto Alegre | RS
- 1989: Grupo 4x4 | Fundação Educacional da Região de Blumenau | SC
- 1989: Centro Municipal de Cultura | Porto Alegre | RS
- 1989: SKULTURA Galeria | São Paulo | SP
- 1989: Arte Gaúcha Hoje | Galeria Oswaldo Goeldi | Brasília | DF
- 1989: Pavilhão da Bienal | São Paulo | SP
- 1990: II Mostra Gaúcha de Gravura | artista convidada | Centro Municipal de Cultural | Porto Alegre | RS
- 1991: I Bienal de Arquitetura MARGS/ IAB | Porto Alegre | RS
- 1992: IV Mostra Gaúcha de Gravura | Centro Municipal de Cultura | Porto Alegre | RS
- 1992: Exposição Inaugural Núcleo do Acervo Museu de Arte Contemporânea do Rio Grande do Sul | Porto Alegre | RS
- 1992: A Figura em Questão | Museu de Arte Contemporânea | Porto Alegre | RS
- 1992: Arte Gaúcha Contemporânea | Museu de Arte Contemporânea | Porto Alegre | RS
- 1992: Arte Brasileira Contemporânea: Destaques no Sul | Edel Trade Center | Porto Alegre | RS
- 1992: Acervo do Museu de Arte Contemporânea | Porto Alegre | RS
- 1993: O Olhar Contemporâneo: descentramento e posição | Museu de Arte Contemporânea | Porto Alegre | RS
- 1993: O Espírito Pop | Museu de Arte Contemporânea | Porto Alegre | RS
- 1993: A Matéria do Desenho | MAC/RS | Casa de Cultura Mário Quintana | Porto Alegre | RS
- 1993: Mostra do Desenho Gaúcho - Anos 70 a 90 | Agencia Española de Cooperación Internacional Centro Cultural Brasil/Espanha e Bildhaus Galeria de Arte | Porto Alegre | RS
- 1994: Casa Cor RS 1994 | Porto Alegre | RS
- 1995: Gravura Atual | Porto Alegre | Haifa | Israel Printing Today Haifa | Porto Alegre | RS
- 1995: Histórias/História de Porto Alegre | Museu de Porto Alegre | Porto Alegre | RS | Brasil
- 1996: I Coletiva de Artistas Gravadores | Galeria Gravura | Porto Alegre | RS | Brasil
- 1996: Rel do Saint Exupéry | Aliança Francesa | Casa de Cultura Mário Quintana | Porto Alegre | RS
- 1996: Arte no Papel | Espaço Tidelli | Porto Alegre | RS
- 1996: Casa Cor RS 1996 | Porto Alegre | RS
- 1997: Casa Cor RS 1997 | Porto Alegre | RS
- 1997: Casa Cor Punta del Este 1997 | Uruguai
- 1997: CASA 26 coletiva de inauguração | Porto Alegre | RS
- 1998: Retratos de Casamento | Museu Júlio de Castilhos | Porto Alegre | RS
- 1999: Rio Mostra Gravura Porto Alegre Gravura | Espaço Instituto dos Arquitetos do Brasil | Rio de Janeiro | RJ
- 1999: Semana da Gravura | Atelier Livre da Prefeitura | Centro Municipal da Cultura | SMC | Porto Alegre | RS
- 2003: Papel como Suporte | Museu de Arte Contemporânea do Paraná | Curitiba | PR
- 2004: Abertura do Museu de Arte Contemporânea do Rio Grande do Sul | Cais do Porto | Porto Alegre | RS
- 2005: Casa Cor RS 2005 | Porto Alegre | RS
- 2006: Casa Cor RS 2006 | Porto Alegre | RS
- 2007: Casa Cor RS 2007 | Porto Alegre | RS
- 2008: Casa Cor RS 2008 | Porto Alegre | RS
- 2009: 10ª edição do INTERCÂMBIO INTERNACIONAL MINIARTE | Centro Cultural Abasolo | Monterrey | México
- 2009: 11ª edição do INTERCÂMBIO INTERNACIONAL MINIARTE | Regentenkamer-Lange Besten Markt,106 | Haia | Holanda
- 2010: 12ª edição do INTERCÂMBIO INTERNACIONAL MINIARTE | Instituto Cultural Brasileiro Norte americano | Porto Alegre | RS
- 2011: 13ª edição do INTERCÂMBIO INTERNACIONAL MINIARTE | Building Gallery | Vancouver | Canadá
- 2011: 14ª edição do INTERCÂMBIO INTERNACIONAL MINIARTE | Centro Municipal de Cultura de Gramado | Gramado | RS
- 2012: 16ª edição do projeto MINIARTE FACES 2 | Centro Cultural Paco Urondo | Universidade de Buenos Aires | Argentina
- 2013: 17ª edição do projeto MINIARTE FACES 2 |  UNIVATES | Lajeado | RS
- 2013: MINIARTE 10 ANOS | Casa de Cultura Mario Quintana | Porto Alegre | RS
- 2014: 20º edição do projeto MINIARTE IDEAL | Espaço Cultural Duque | Porto Alegre | RS
- 2015: 21º edição do projeto MINIARTE IDEAL | Centro Municipal de Cultura de Gramado | Gramado | RS
- 2015: 22º edição do projeto MINIARTE IDEAL | Universidade de Caxias| Caxias do Sul | RS
- 2015: 23º edição do projeto MINIARTE IDEAL | Espaço Cultural Albano Hartz | Novo Hamburgo | RS
- 2017: 27ª edição do projeto MINIARTE  FANTASIA| Centro Municipal de Cultura de Gramado | Gramado | RS (convidada especial)
- 2017: 28ª edição do projeto MINIARTE  FANTASIA| Gravura Galeria de Arte | Porto Alegre | RS (convidada especial)
- 2018: 30ª edição do projeto MINIARTE ILUSÃO | Gravura Galeria de Arte | Porto Alegre | RS
- 2018: 1ª FIESTA DE PAZ BRASIL/PALAVRAS NA PAREDE | Gravura Galeria de Arte | Porto Alegre | RS
- 2018: 31ª edição do projeto MINIARTE ILUSÃO | Centro Municipal de Cultura de Gramado | Gramado | RS
- 2018: 2ª FIESTA DE PAZ BRASIL/PALAVRAS NA PAREDE | Centro Municipal de Cultura de Gramado | Gramado | RS
- 2019: 36º edição do projeto MINIARTE ENIGMA | Centro Municipal de Cultura de Gramado | Gramado | RS
- 2019: 37ª edição do projeto MINIARTE ENIGMA | Galeria Gravura | Porto Alegre | RS
- 2020: 38ª edição do Projeto MINIARTE VERDADE VIRTUAL | exposição virtual (artista do ano)
- 2020: 39ª edição do PROJETO MINIARTE INTERNACIONAL | Universidad de Sinaloa | México (artista homenageada)
- 2020: 4ª FIESTA DE PAZ BRASIL | Universidad de Sinaloa | Sinaloa | México (artista homenageada)
- 2021: Projeto AUTORIAS | Galeria Escada | Escadaria Verão da Borges de Medeiros | Porto Alegre | RS
- 2021: FLORAÇÕES | artista homenageada | Microgaleria Tatata Pimentel | Casa de Cultura Mario Quintana | SEC/MAC | Porto Alegre | RS
- 2021: DUAS MULHERES DE FINO TRAÇO |  Liana Timm & Clara Pechansky | Centro Municipal de Cultura de Gramado | Gramado | RS
- 2021: 40º edição do projeto MINIARTE ENIGMA | Centro Municipal de Cultura de Gramado | Gramado | RS
- 2021: 41ª edição do projeto MINIARTE ENIGMA | Galeria Gravura | Porto Alegre | RS

### Apresentações em artes cênicas e intervenções poéticas
- 1989: Teatro Renascença | SMC| Porto Alegre | RS | ESTADOS EMPÍRICOS | adaptação livre do livro de mesmo nome | interpretação: Ida Celina e Eni Neves | percussão: Fernando do Ó | texto, cenário e figurino: Liana Timm | Direção: Delmar Mancuso
- 1989: Teatro Carlos Gomes | Blumenau | SC | III FESTIVAL UNIVERSITÁRIO DE TEATRO DE BLUMENAU | Abertura do Festival com a adaptação livre do livro ESTADOS EMPÍRICOS | diretor:  Delmar Mancuso | atrizes: Ida Celina e Eni Neves | percussão: Fernando do Ó | texto, cenário e figurino: Liana Timm
- 1989: Espaço de Eventos RIOCELL | Guaíba | RS | Apresentação da adaptação para teatro do livro ESTADOS EMPIRICOS para diretoria e funcionários da RIOCELL (Guaíba/RS) | diretor: Delmar Mancuso | atrizes: Ida Celina e Eni Neves | percussão: Fernando do Ó | texto, cenário e figurino: Liana Timm
- 1990: Livraria Porto do Livro | Campus Central da UFRGS | Porto Alegre | RS | CULTURA ÀS SEIS E MEIA | leitura de poemas de Liana Timm com Ida Celina e Liana Timm
- 1990: Teatro Paiol/Fundação Cultural de Curitiba | PR | A DIMENSÃO DA PALAVRA | adaptação para teatro dos poemas de Liana Timm com Ida Celina e Liana Timm | Lançamento dos livros AMENAS INFERÊNCIAS e ESTADOS EMPÍRICOS.
- 1990: Teatro do GBOEX | Porto Alegre | RS | musical AMOR FEBRIL | direção geral: Luciano Alabarse, direção musical: Geraldo Flach, direção coreográfica: Carlota Albuquerque, cantora Luciah Helena, cenografia e produção: Liana Timm
- 1995: Bauhaus | Porto Alegre | RS | intervenção poética POÉTICA DE EMOÇÕES | poemas: Liana Timm | direção: Roberto Camargo | atriz: Ida Celina
- 1997: Tidelli | Porto Alegre | RS | Intervenção poética SEM BARULHOS A CASA GUARDA OS SEUS SEGREDOS | poemas: Liana Timm | roteiro e direção: Antonio Carlos Brunet | atriz: Ida Celina | com projeção simultânea em telão para a via pública à Rua Padre Chagas, 185
- 1997: Del Puerto Restaurante | Porto Alegre | RS | Intervenção poética TRILOGIA DO INDIZÍVEL | poemas: Liana Timm | atriz: Ida Celina
- 2000: Grupo de Estudos Avançados | GEA| Porto Alegre | RS | intervenção poética CENÁRIOS DA VIDA | poemas: Liana Timm|  intérpretes: Ida Celina e Liana Timm
- 2001: Museu de Arte do Rio Grande do Sul | Porto Alegre | RS | HAPPY HOUR CULTURAL DO MARGS. Encontro/entrevista com Liana Timm. Entrevistadores: psicanalistas Lenira Fleck e Jaime Betts. Apresentação de um Pocket show com imagens, trilha sonora e interpretação de poemas de Liana Timm pela atriz Ida Celina.
- 2009: Casa das Rosas | São Paulo | SP | participação como intérprete na intervenção poética do coletivo ARCA DE IMPUREZAS | direção: Umberto Vieira | trilha sonora: Cida Moreira
- 2009: Feira do Livro de Porto Alegre| Porto Alegre | RS |  Sala Oeste/Santander Cultural | participação como intérprete na intervenção poética do coletivo ARCA DE IMPUREZAS
- 2009: Palavraria Livros & Café | Porto Alegre | RS | intervenção poética ÁGUA PASSANTE | poemas: Liana Timm | intérpretes: Ida Celina, Lenira Fleck, Dione Detanico | direção: Graça Nunes
- 2010: Palavraria Livros & Cafés | Porto Alegre | RS | intervenção poética ARMAZÉM DE MEMÓRIAS | poemas: Liana Timm |  intérpretes: Ida Celina, Lenira Fleck e Dione Detanico | direção: Graça Nunes
- 2011: Livraria Bamboletras | Porto Alegre | RS | HOMENAGEM A DRUMMOND | participação com leitura poética: Liana Timm e Lenira Fleck • Feira do Livro de Porto Alegre/POA/RS | Tenda Pasárgadas | OS POTES DA SEDE | poemas de Liana Timm intérpretados por Dione Detanico, Lenira Fleck e Liana Timm | direção: Graça Nunes
- 2012: Galeria do IAB | Porto Alegre | RS |  OUTRO(S) DE MIM | intervenção poética | poemas:  Liana Timm | intérpretes: Lenira Fleck & Liana Timm | direção: Graça Nunes
- 2013: Casa das Artes Villa Mimosa | Canoas | RS | experiência cênica multimídia: ROMAMOR | texto e imagens: Liana Timm | direção Carlota Albuquerque e Graça Nunes | interpretação: Lenira Fleck e Liana Timm | OS COTIDIANOS DO EU | texto e imagens: Liana Timm | direção Carlota Albuquerque e Janaina Pelizzon | interpretação: Lenira Fleck e Liana Timm | A CASA TEM MIL DEMÔNIOS | texto e imagens: Liana Timm | direção Carlota Albuquerque e Graça Nunes | interpretação: Janaina Pelizzon, Lenira Fleck e Liana Timm | EXTRAVIOS INCANDESCENTES | texto e imagens: Liana Timm | direção: Adriane Mottola e Carlota Albuquerque | interpretação: Janaina Pelizzon, Lenira Fleck e Liana Timm
- 2018: London Pub | Porto Alegre | RS | participação especial com leitura poética no show
- 2018: O AMOR, A VOZ E O VIOLÃO: DA RENASCENÇA À BOSSA NOVA, do duo Abreu@Spinelli

### Apresentações do Projeto Freud e os Escritores
- 2010
  - Memorial do Ministério Público | textos: Freud & Goethe; Freud & Schopenhauer; Freud & Lou Andreas-Salomé; Freud & Schiller; Freud & Thomas Mann | Porto Alegre | RS
  - Livraria Cultura | textos: Freud & Goethe; Freud & Schopenhauer; Freud & Schiller | Porto Alegre | RS
  - Feira do Livro de Porto Alegre | texto: Freud & Goethe | Porto Alegre | RS
- 2011
  - Memorial do Ministério Público | textos: Freud & Lou Andreas-Salomé; Freud & Thomas Mann | Porto Alegre | RS
  - Livraria Cultura | textos: Freud & Lou Andreas-Salomé; Freud & Thomas Mann; Freud & Schnitzler; Freud & E.T.A. Hoffmann | Porto Alegre | RS
  - Theatro São Pedro | textos: Freud & Schnitzler; Freud & Lou Andreas-Salomé; Freud & Thomas Mann; Freud & E.T.A. Hoffmann | Porto Alegre | RS
  - Feira do Livro de Porto Alegre | texto: Freud & Lou Andreas-Salomé | Porto Alegre | RS
- 2012
  - Theatro São Pedro | textos: Freud & Nietzsche; Freud & Thomas Mann; Freud & Goethe; Freud & Schnitzler; Freud & Schopenhauer; Freud & E.T.A. Hoffmann | Porto Alegre | RS
  - Centro Cultural CEEE Érico Veríssimo | textos: Freud & Nietzsche; Freud & Lou Andreas-Salomé; Freud & Stefan Zweig | Porto Alegre | RS
- 2013
  - Theatro São Pedro | textos: Freud & Anna Freud; Freud & Marie Bonaparte; Freud & Anaïs Nin; Freud & Hannah Arendt; Freud & Simone de Beauvoir | Porto Alegre | RS
- 2014
  - Theatro São Pedro | textos: Freud & Virginia Woolf; Freud & Schopenhauer; Freud & Hilda Doolittle; Freud & Schnitzler; Freud & Agatha Christie | Porto Alegre | RS
- 2015
  - Theatro São Pedro | textos: Freud & Virginia Woolf; Freud & Schopenhauer; Freud & Hilda Doolittle; Freud & Schnitzler; Freud & Agatha Christie | Porto Alegre | RS
- 2016
  - Theatro São Pedro | textos: Freud & Anna Freud; Freud & Carl Jung | Porto Alegre | RS
  - Teatro Augusta | texto: Freud & Anna Freud | São Paulo | SP
- 2017
  - Theatro São Pedro | textos: Freud & Lou Andreas-Salomé | Porto Alegre | RS
- 2018
  - Theatro São Pedro | textos: Freud & Virginia Woolf; Freud & Simone de Beauvoir | Porto Alegre | RS

## Projetos musicais

### 2015
- BLUEnoites
  - Café Fon Fon | Porto Alegre | RS
  - Foyer do Theatro São Pedro | Porto Alegre | RS

### 2016
- BLUEnoites
  - Café Fon Fon | Porto Alegre | RS
  - Solar dos Câmaras | Porto Alegre | RS
  - Feira do Livro de Porto Alegre | Porto Alegre | RS
- HOUSEconcert
  - Atelier Liana Timm | Porto Alegre | RS

### 2017
- HOUSEconcert
  - Atelier Liana Timm | Porto Alegre | RS
- GUAÍBA in concert
  - Cisne Branco | Porto Alegre | RS
- bossaJAZZ & companhia 
  - Feira do Livro de Caçapava do Sul | Caçapava do Sul | RS
  - London Pub | Íntima sonoridade | Porto Alegre | RS
  - Theatro São Pedro | Projeto ÉVORA | Porto Alegre | RS
  - Gravador Pub | Bird paradise | Porto Alegre | RS |
  - Feira do Livro de Porto Alegre | Porto Alegre | RS
  - 10º Festival de Música Brasileña | Montevideo | Uruguai

### 2018
- GUAÍBA in concert
  - Cisne Branco | Porto Alegre | RS
- bossaJAZZ & companhia 
  - Espaço 373 | Porto Alegre | RS
  - Feira do Livro de Canoas | Canoas | RS
  - Centro Cultural CEEE Erico Verissimo | AGES | Porto Alegre | RS
  - Espaço DMAE | Associação CHICO LISBOA | Porto Alegre | RS |
  - Gravador Pub | Porto Alegre | RS
- HOUSE concert 
  - Atelier Liana Timm | Porto Alegre| RS
  - Art & Design Gallery | Miami | EUA

### 2019
- HOUSEconcert
  - Atelier Liana Timm | Porto Alegre | RS
- bossaJAZZ & companhia
  - Gravador Pub | Donato & Veloso | Porto Alegre | RS |
  - Cabaré 21 | Toulx Sainte Croix | França

### 2020
- HOUSEconcert
  - Atelier Liana Timm | Porto Alegre | RS

## Premiações
- 1982: Prêmio Aquisição IV Mostra do Desenho Brasileiro | Curitiba | PR
- 1988: Prêmio Melhor Produção Teatral com a peça infantil Gudula a bruxinha de pano | SMC | Porto Alegre | RS
- 1991: Prêmio MARGS de Comunicação Visual 1ª Bienal de Arquitetura | Porto Alegre | RS
- 1992: Prêmio Melhor Divulgação Associação de Artes Plásticas Francisco Lisboa | Porto Alegre | RS
- 1994: Prêmio Destaque em Imprensa Associação de Artes Plásticas Francisco Lisboa | Porto Alegre | RS
- 1994: Prêmio Personalidade Cultural do Ano Associação de Artes Plásticas Francisco Lisboa | Porto Alegre | RS
- 2002: Medalha Cidade de Porto Alegre | Prefeitura Municipal de Porto Alegre | Porto Alegre | RS
- 2004: Prêmio SEBRAE Casa Cor/RS: O artesanato conquistando o ambiente, com o espaço As dimensões da casa | Porto Alegre | RS
- 2008: Título de Cidadão de Porto Alegre Câmara dos Vereadores | Prefeitura Municipal de Porto Alegre | Porto Alegre | RS
- 2010: Prêmio AGES livro do ano - categoria poesia Água passante | TDA Editora | Porto Alegre | RS
- 2012: Prêmio AGES livro do ano - categoria poesia Os potes da sede | TDA Editora | Porto Alegre | RS